# Sakarias Koller Løland
Sakarias Koller Løland, né le 20 septembre 2001 à Bergen, est un coureur cycliste norvégien.

## Biographie
Sakarias Koller Løland est né à Bergen, dans une famille aux origines norvégiennes et sud-coréennes. Plus jeune, il pratique le patinage sur glace. Il finit toutefois par délaisser cette discipline pour se consacrer au vélo,. Sa carrière cycliste débute dans un club de Fana. 
En 2019, il devient champion de Norvège sur route juniors. Au niveau international, il s'impose sur l'étape inaugurale du Saarland Trofeo. Il termine également cinquième de Gand-Wevelgem juniors, neuvième de Kuurne-Bruxelles-Kuurne juniors ou encore quinzième du championnat d'Europe sur route juniors. 
En 2020, il intègre la réserve de l'équipe Uno-X Pro, où il évolue durant quatre saisons. Bon puncheur, et doté d'une petite pointe de vitesse, il remporte le Ringerike Grand Prix en 2022. Il gagne ensuite une étape de l'Okolo Jižních Čech, et surtout Paris-Tours espoirs en 2023. La même année, il se classe deuxième de la dernière étape du Tour de Bretagne, cinquième du Grand Prix de Lillers et onzième de Liège-Bastogne-Liège espoirs. Après ses bons résultats, il passe officiellement professionnel en 2024.

## Palmarès et résultats

### Palmarès par année
- 2018
  -  Champion de Norvège du contre-la-montre par équipes juniors
  - 2e étape de l'U6 Cycle Tour Juniors
- 2019
  -  Champion de Norvège sur route juniors
  - 1re étape du Saarland Trofeo
- 2022
  - Ringerike Grand Prix
- 2023
  - 1re étape de l'Okolo Jižních Čech
  - Paris-Tours espoirs
- 2025
  - Ringerike GP

### Classements mondiaux
| Année                                 | 2020  | 2021  | 2022 | 2023 | 2024  |
| ------------------------------------- | ----- | ----- | ---- | ---- | ----- |
| Classement mondial                    | 1260e | 2301e | 781e | 905e | 3090e |
| UCI Europe Tour                       | 965e  | 1534e | 590e | 643e | nc    |
|                                       |       |       |      |      |       |
| Légende : nc = non classéSource : UCI |       |       |      |      |       |